# الیزابت هنستریج
الیزابت هنستریج (به انگلیسی: Elizabeth Henstridge) (زاده ۱۱ سپتامبر ۱۹۸۷) بازیگر انگلیسی است.
از نقش های معروف او می‌توان به بازی در سریال مأموران شیلد و فیلم به من برس اشاره کرد.